# Stonožka škvorová
Stonožka škvorová (Lithobius forficatus) je typickým zástupcem stonožek z řádu různočlenky (Lithobiomorpha).

## Charakteristika
Stonožka škvorová dorůstá od 18 do 30 mm. Na hlavové části se nachází dlouhá tykadla. Různočlenky mají 15 párů nohou. Český název je odvozen od střídání nestejně velkých štítků kryjících trupové články. První pár nohou je přeměněn v nohy kusadlové s jedovou žlázou. Poslední pár nohou je prodloužen a označujeme jej jako nohy vlečné, plní smyslovou funkci a jsou nápadné hlavně u samců. Zbarvení je obvykle hnědé.
Je dravá, živí se různými drobnými živočichy, které loví především v noci. Také je velmi rychlá a prudce reaguje na náhlé osvětlení.

## Rozšíření
Jedná se o druh kosmopolitní. V České republice je velmi hojná. Nalezneme ji pod kameny, dřevem, kůrou či v opadu. Vyskytuje se i v zahradách a sklepích, je tedy částečně synantropní.